# Světový pohár v biatlonu 2021/2022 – Hochfilzen
3. podnik Světového poháru v biatlonu v sezóně 2021/2022 probíhal od 6. do 12. prosince 2021 v rakouském Hochfilzenu. Na programu podniku byly závody ve sprintech, stíhací závody a štafety mužů a žen.
Vzhledem k rakouským restrikcím zavedených proti šíření onemocnění covid-19 se závody konaly bez diváků.
Naposledy se zde závodilo v prosinci 2020.

## Program závodů
Oficiální program:
| Datum        | Disciplína           | Začátek (SEČ) | Počet závodníků |
| ------------ | -------------------- | ------------- | --------------- |
| 10. prosince | Sprint (muži)        | 11:25         | 118             |
| 10. prosince | Sprint (ženy)        | 14:15         | 114             |
| 11. prosince | Stíhací závod (muži) | 12:15         | 59              |
| 11. prosince | Štafety (ženy)       | 14:15         | 24 týmů         |
| 12. prosince | Štafety (muži)       | 11:45         | 27 týmů         |
| 12. prosince | Stíhací závod (ženy) | 14:30         | 57              |

## Průběh závodů

### Sprinty
V závodě mužů se na prvním místě průběžného pořadí v cíli udržoval jeden z prvních startujících, Němec Johannes Kühn, který udělal jednu chybu při střelbě vstoje, ale běžel velmi rychle. Brzy za ním dokončil závod Švéd Martin Ponsiluoma, který minul také jeden terč, ale běžel o čtvrt minuty pomaleji. Pak odjíždělo do posledního kola několik závodníků s průběžným časem rychlejším než Kühn – Rus Alexandr Loginov, Bělorus Anton Smolski a Nor Tarjei Bø – ale všichni jeli v posledním kole pomaleji, a tak nedokázali Kühna, ale ani Ponsiluomu předstihnout. Nejvíce se jim přiblížil i díky bezchybné střelbě Smolski, který tak obsadil třetí místo. Kühn tak zaznamenal první vítězství ze světovém poháru, když předtím jenom dvakrát stál na individuálním stupních vítězů. Třetí místo Smolského bylo nejen jeho první medailové umístění, ale i premiérový průnik mezi deset nejlepších závodníků. Druhých bezchybným závodníkem v první desítce byl taktéž Bělorus Dzmitryj Lazouski na devátém místě. Norským favoritům se v závodě nedařilo, kromě pátého místa Tarjeie Bø se v první dvacítce umístili jen Vetle Sjåstad Christiansen, který 16. místem udržel o jeden bod vedení celkového hodnocení světového poháru, a Sturla Holm Laegreid na 20. místě. Naopak Johannes Thingnes Bø dojel na 28. pozici, což představovalo jeho nejhorší výsledek od olympijského sprintu v roce 2018.
Z českých biatlonistů začal závod dobře Michal Krčmář. Vleže zasáhl všechny terče, ale běžel pomaleji a při střelbě vstoje dvakrát chyboval. V posledním kole sice zrychlil, ale stačilo to až na celkově 39. místo. Ostatním Čechům se nedařilo buď ve střelbě, nebo v běhu: nejlépe z nich dojel Adam Václavík se čtyřmi nezasaženými terči na 71. pozici.
Ve sprintu žen vedly zpočátku dvě Bělorusky: s jednou chybou střílející Dzinara Alimbekavová a před ní o více než minutu bezchybná a rychle běžící Hanna Solová. Zatímco Alimbekavovou pak předstihlo šest biatlonistek, Solovou nepokořila žádná, a tak tato Běloruska vybojovala své první vítězství v závodě světového poháru. Rychleji běžela jen Francouzka Justine Braisazová-Bouchetová, která však při každé střelbě jednou chybovala, a i proto obsadila druhé místo. Třetí dojela Norka Marte Olsbuová Røiselandová, která sice také zasáhla všechny terče, v běžeckém pořadí se však umístila až ve čtvrté desítce. Díky bodovému zisku se Norka po závodě dostala do průběžného vedení hodnocení světového poháru, kde vystřídala Lisu Hauserovou, která po dvou chybách dojela 26. Nejlepší výsledek v dosavadním průběhu ročníku zajela i obhájkyně velkého křišťálového glóbu Norka Tiril Eckhoffová, když obsadila šestou příčku, a to jenom o dvě desetiny vteřiny před Italkou Lisou Vittozziovou. Do první desítky pronikly ještě dvě závodnice bez trestného kola – další Norka Ida Lienová, která 4. místem vylepšila své kariérní maximum, a Němka Vanessa Hinzová. V červeném dresu závodící Anaïs Chevalierová-Bouchetová naopak chybovala dokonce pětkrát a s 60. místem jen těsně postoupila do stíhacího závodu. Do čela hodnocení disciplíny se dostala Solová.
Z českých reprezentantek byla nejlepší Markéta Davidová. Po první střelbě, kdy nezasáhla dva terče, obsazovala sice až 72. místo ze všech závodnic, ale čistou druhou střelbou a rychlým během se posunula na výslednou 20. pozici v cíli. Body získala ještě Lucie Charvátová na 32. a Jessica Jislová na 40. místě; obě nezasáhly celkem dva terče. Lépe střílela Eva Puskarčíková s jednou chybou a Tereza Vinklárková, která zde absolvovala svůj první bezchybný závod ve světovém poháru. Obě však běžely pomaleji, a proto dojely mimo bodovaná místa – na 49. a 52. pozici. Všechny české biatlonistky tak postoupily do nedělního stíhacího závodu.

### Stíhací závody
V sobotním mužském závodě si až do předposledního kola udržoval i díky bezchybné střelbě vedení vítěz stíhacího závodu Němec Johannes Kühn. Při poslední střelecké položce však udělal tři chyby a do čela se dostal Francouz Quentin Fillon Maillet s více než půlminutovým náskokem před krajanem Emilienem Jacquelinem. O třetí místo bojovalo devět závodníků, v jejichž čele jel dlouho Nor Tarjei Bø, ale v cílovém prostoru jej předstihl další Francouz Simon Desthieux a Švéd Sebastian Samuelsson. Podle prvních zpráv obsadil bronzovou pozici Francouz, ale rozbor cílové fotografie před něj posunul Samuelssona, který se vrátil do čela celkového hodnocení světového poháru. Výrazný posun zaznamenal domácí závodník Felix Leitner, který se startovním číslem 32 dojel díky bezchybné střelbě sedmý. I ve druhém stíhacím závodě roku se zadařilo Finovi Tero Seppalovi, který obsadil osmé místo. Kühn dokončil závod na 15. pozici.
Jediný český reprezentant, který se do stíhacího závodu probojoval, Michal Krčmář, zastřílel obě položky vleže čistě a posunul se až na 18. pozici. Vstoje však dvakrát a pak jednou chyboval, což mu přes celkově sedmý nejrychlejší běh stačilo jen na 27. místo.
V nedělním ženském závodě si udržovala vedení vítězka sprintu, Běloruska Hanna Solová. Vleže střílela vždy čistě a zvyšovala své vedení na více než minutu. Za ní se brzy dostala Norka Marte Olsbuová Røiselandová. I když Solová po první střelbě vstoje musela na dvě trestná kola, stále si udržovala více než půlminutový náskok. Při poslední střelbě udělala Běloruska jednu chybu, ale Norka střílela čistě a odjížděla do posledního kola 11 vteřin za ní. Do posledního mezičasu ji dostihla a ve sjezdu k cíli se dostala před ní. Solová se v cílové rovině už nepokusila o finiš a dojela s několikavteřinovou ztrátou druhá. Třetí místo obsadila Švédka Elvira Öbergová, když po poslední střelbě předstihla do té doby bezchybně střílející Bělorusku Dzinaru Alimbekavovou. Jediná bezchybná střelkyně závodu Olena Bilosjuková se posunula o jedenáct příček a závod dokončila na 13. místě. Propad naopak zaznamenaly se sedmi chybami Justine Braisazová-Bouchetová a Lisa Vittozziová, které obě opustily umístění v první desítce a dojely na 14., respektive 42. místě.
Markéta Davidová nezasáhla při první střelecké položce jeden terč, ale pak se čistými střelbami a rychlým během posunula na sedmé místo. Při poslední střelbě vstoje udělala sice jednu chybu, ale většina nejbližších soupeřek také chybovala, a tak se Davidová zlepšila na šesté místo, které uhájila až do cíle. Jessica Jislová nezasáhla při první střelbě dva terče, ale pak se bezchybnou a rychlou střelbou posunula na 29. pozici v cíli.  Další české reprezentantky udělaly více chyb a body z tohoto závodu nezískaly: Lucie Charvátová se šesti nesestřelenými terči dojela na 44. místě. Eva Puskarčíková a Tereza Vinklárková chybovaly sice jen čtyřikrát, ale pomaleji běžely; závod dokončily v závěru výsledkové listiny na 54. a 56. pozici.

### Štafety
Ženskou štafetu ovládly Švédky. Od třetího úseku vedly, a i když se před ně na chvíli dostaly Francouzky, Elvira Öbergová na třetím úseku nejrychlejším během získala minutový náskok. Její sestra Hanna Öbergová sice musela po poslední střelbě na trestné kolo, ale z náskoku ztratila jen několik vteřin a dojela o více než minutu první. Druhé místo obsadily ruské biatlonistky, které se zpočátku neudržovaly v čelní skupině, ale Kristina Rezcovová na posledním úseku střílela lépe než soupeřky. Třetí skončily Francouzky, i když po třetím úseku měly ztrátu více než minutu a půl.
Českou štafetu udržovala na prvním úseku Jessica Jislová kolem sedmého místa. Tereza Voborníková však pomalu střílela a ve svém druhém a třetím kole v běhu výrazně zpomalovala. „Spokojená nejsem, na obě střelby jsem přijela v hrozných tepech, takže bylo těžké se zkoncentrovat,“ komentovala to po závodě. Markéta Davidová přebírala štafetu na 13. pozici. Dosáhla druhého nejrychlejšího běžeckého času, ale tři chyby na střelnici – stejně jako u všech jejích kolegyň – ji posunuly jen na osmé místo. Eva Puskarčíková na posledním úseku tuto pozici udržela. V průběhu předposledního kola se sice posunula na sedmé místo s téměř půlminutovým náskokem, z něj jí však odsunula díky lepší střelbě Norka Tiril Eckhoffová.
Mezi muži získali první místo Norové, i když po první střelbě jeli na 16. pozici. Rozhodující náskok jim získal na třetím úseku bezchybně střílející Johannes Thingnes Bø. O druhém a třetím místě se rozhodovalo také na třetím úseku, kde Francouz Émilien Jacquelin posunul Francii na druhé místo a Alexandr Loginov Rusy na třetí. V cíli se tak opakovalo pořadí z předchozí štafety v švédském Östersundu.
Český tým startoval ve stejné sestavě jako ve Švédsku, ale v jiném pořadí. Závod rozjížděl Adam Václavík, který vleže střílel čistě jel na druhé pozici, ale vstoje musel na trestné kolo a předával jako 16. Jakub Štvrtecký zasáhl všechny terče kromě jednoho a posunul se na 14. místo. Mikuláš Karlík pak udělal celkem pět chyb a pozici českému týmu nevylepšil. Michal Krčmář zastřílel vleže bezchybně, ale vstoje nezasáhl tři terče. Štafety před ním však musely na trestné kolo, a proto se posunul na devátou pozici. Dokázal dojet Slovince, kteří byli na poslední předávce 55 vteřin před ním a v cílové rovině s nimi sprintoval o osmé místo. Prohrál však o jednu desetinu vteřiny a česká štafeta tak skončila devátá.

## Umístění na stupních vítězů

### Muži
| Disciplína              | První místo                                                                          | Výkon                                                     | Druhé místo                                                                   | Výkon                                                     | Třetí místo                                                             | Výkon                                         |
| Sprint (10 km)          | Johannes Kühn                                                                        | 26:05,0 (0+1)                                             | Martin Ponsiluoma                                                             | 26:19,3 (1+0)                                             | Anton Smolski                                                           | 26:25,5 (0+0)                                 |
| Stíhací závod (12,5 km) | Quentin Fillon Maillet                                                               | 33:52,0 (1+0+0+0)                                         | Émilien Jacquelin                                                             | 34:24,1 (0++0+1+0)                                        | Sebastian Samuelsson                                                    | 34:30,2 (0+0+1+1)                             |
| Štafeta (4×7,5 km)      | NorskoSturla Holm Laegreid Tarjei Bø Johannes Thingnes Bø Vetle Sjåstad Christiansen | 1:14:34,8 (0+2) (0+0) (0+0) (0+1) (0+0) (0+0) (0+1) (0+1) | FrancieFabien Claude Simon Desthieux Émilien Jacquelin Quentin Fillon Maillet | 1:14:56,0 (0+1) (0+3) (0+2) (0+0) (0+1) (0+1) (0+0) (0+0) | RuskoVasilij Tomšin Daniil Serochvostov Alexandr Loginov Eduard Latypov | 1:15:22,1 (0+0) (1+3) (0+0) (0+2) (0+1) (0+1) |

### Ženy
| Disciplína            | První místo                                                             | Výkon                                                     | Druhé místo                                                                           | Výkon                                         | Třetí místo                                                                                            | Výkon                                                     |
| Sprint (7,5 km)       | Hanna Solová                                                            | 20:44,4 (0+0)                                             | Justine Braisazová-Bouchetová                                                         | 21:31,2 (1+1)                                 | Marte Røiselandová                                                                                     | 21:34,7 (0+0)                                             |
| Stíhací závod (10 km) | Marte Røiselandová                                                      | 30:04,1 (0+0+1+0)                                         | Hanna Solová                                                                          | 30:08,2 (0+0+2+1)                             | Elvira Öbergová                                                                                        | 30:27,4 (1+0+0+0)                                         |
| Štafeta (4×6 km)      | ŠvédskoLinn Perssonová Anna Magnussonová Elvira Öbergová Hanna Öbergová | 1:13:52,5 (0+0) (0+0) (0+0) (0+2) (0+1) (0+1) (0+1) (1+3) | RuskoValeria Vasněcovová Světlana Mironovová Uljana Nigmatullinová Kristina Rezcovová | 1:14:21,6 (0+1) (0+1) (0+0) (0+3) (0+0) (0+2) | FrancieAnaïs Bescondová Anaïs Chevalierová-Bouchetová Chloé Chevalierová Justine Braisazová-Bouchetová | 1:14:51,8 (0+2) (0+1) (0+0) (0+1) (0+2) (0+2) (0+3) (0+3) |

## Pořadí zemí
| Pořadí | Země      | 1. místo | 2. místo | 3. místo | Celkově |
| ------ | --------- | -------- | -------- | -------- | ------- |
| 1.     | Norsko    | 2        | 0        | 1        | 3       |
| 2.     | Francie   | 1        | 3        | 1        | 5       |
| 3.     | Švédsko   | 1        | 1        | 2        | 4       |
| 4.     | Bělorusko | 1        | 1        | 1        | 3       |
| 5.     | Německo   | 1        | 0        | 0        | 1       |
| 6.     | Rusko     | 0        | 1        | 1        | 2       |
|        | Celkem    | 6        | 6        | 6        | 18      |